# (16473) 1990 QF2
A (16473) 1990 QF2 a Naprendszer kisbolygóövében található aszteroida. Henry E. Holt fedezte fel 1990. augusztus 22-én.